# Edvige di Andechs
Edvige di Andechs (Andechs, 1174 – Trzebnica, 15 ottobre 1243) fu duchessa di Slesia e Polonia e, rimasta vedova, divenne monaca cistercense a Trzebnica. Fu proclamata santa da papa Clemente IV nel 1267.

## Biografia
Era figlia del duca di Merania, Bertoldo IV d'Andechs e di Agnese di Rochlitz, della famiglia dei Wettin.
Educata presso il monastero delle benedettine di Kitzingen, in Franconia, nel 1186 Edvige sposò a Breslavia il duca di Slesia, Enrico I il Barbuto (dal 1233 anche duca di Polonia), della dinastia dei Piasti. Diede esempio di grande sollecitudine nei confronti dei suoi sudditi più poveri, per i quali fece erigere numerosi ospizi: nel 1202 fondò il monastero cistercense di Trzebnica e, rimasta vedova (1238), decise di ritirarvisi.
Morì nel 1243.

## Discendenza
Dal matrimonio con Enrico nacquero quattro maschi e tre femmine, tra i quali:
- Enrico († 1241), duca di Slesia;
- Corrado († 1235/37);
- Gertrude, fidanzata al conte Palatino Ottone di Wittelsbach e divenuta badessa del convento di Trebnitz dopo la morte di costui.

## Il culto
Il 7 novembre del 1262 il vescovo di Włocławek diede inizio al processo diocesano per la canonizzazione di Edvige, che vide la sua conclusione nell'agosto del 1264, quando una delegazione guidata dall'arcidiacono della cattedrale di Cracovia si recò da Papa Clemente IV per sottoporgli la causa. Il pontefice canonizzò Edvige a Viterbo il 26 marzo (IV domenica di quaresima) del 1267.
Il Martirologio romano riformato a norma dei decreti del Concilio Vaticano II e promulgato nel 2001 da papa Giovanni Paolo II ricorda l'anniversario della morte di santa Edvige al 15 ottobre e la sua memoria (facoltativa) al 16 ottobre.

## Ascendenza
|                       |                   |                                            | Genitori                                        |  |  | Nonni |  |  | Bisnonni              |  |  | Trisnonni |  |
|                       |                   |                                            |                                                 |  |  |       |  |  | Bertoldo II d'Andechs |  |  | …         |  |
|                       |                   |                                            |                                                 |  |  |       |  |  | Bertoldo II d'Andechs |  |  | …         |  |
|                       |                   | …                                          |                                                 |  |  |       |  |  | Bertoldo II d'Andechs |  |  |           |  |
| Bertoldo I d'Istria   |                   |                                            |                                                 |  |  |       |  |  | Bertoldo II d'Andechs |  |  |           |  |
|                       |                   | Sofia di Carniola                          | Poppo II di Carniola                            |  |  |       |  |  |                       |  |  |           |  |
|                       |                   | Sofia di Carniola                          | Poppo II di Carniola                            |  |  |       |  |  |                       |  |  |           |  |
|                       |                   | Sofia di Carniola                          | Riccarda d'Istria                               |  |  |       |  |  |                       |  |  |           |  |
| Bertoldo IV d'Andechs |                   | Sofia di Carniola                          |                                                 |  |  |       |  |  |                       |  |  |           |  |
|                       |                   | Ottone IV di Wittelsbach                   | Eccardo I di Scheyern                           |  |  |       |  |  |                       |  |  |           |  |
|                       |                   | Ottone IV di Wittelsbach                   | Eccardo I di Scheyern                           |  |  |       |  |  |                       |  |  |           |  |
|                       |                   | Ottone IV di Wittelsbach                   | Riccarda di Carniola                            |  |  |       |  |  |                       |  |  |           |  |
| Edvige di Wittelsbach |                   | Ottone IV di Wittelsbach                   |                                                 |  |  |       |  |  |                       |  |  |           |  |
|                       |                   | Heilika di Pettendorf-Lengenfeld-Hopfenohe | Federico III di Pettendorf-Lengenfeld-Hopfenohe |  |  |       |  |  |                       |  |  |           |  |
|                       |                   | Heilika di Pettendorf-Lengenfeld-Hopfenohe | Federico III di Pettendorf-Lengenfeld-Hopfenohe |  |  |       |  |  |                       |  |  |           |  |
|                       |                   | Heilika di Pettendorf-Lengenfeld-Hopfenohe | …                                               |  |  |       |  |  |                       |  |  |           |  |
| Edvige di Andechs     |                   | Heilika di Pettendorf-Lengenfeld-Hopfenohe |                                                 |  |  |       |  |  |                       |  |  |           |  |
|                       | Corrado di Meißen | Thimo di Wettin                            |                                                 |  |  |       |  |  |                       |  |  |           |  |
|                       | Corrado di Meißen | Thimo di Wettin                            |                                                 |  |  |       |  |  |                       |  |  |           |  |
|                       | Corrado di Meißen | Ida di Northeim                            |                                                 |  |  |       |  |  |                       |  |  |           |  |
| Dedi III di Lusazia   | Corrado di Meißen |                                            |                                                 |  |  |       |  |  |                       |  |  |           |  |
|                       |                   | Luitgarda di Ravenstein                    | Adalberto di Ravenstein                         |  |  |       |  |  |                       |  |  |           |  |
|                       |                   | Luitgarda di Ravenstein                    | Adalberto di Ravenstein                         |  |  |       |  |  |                       |  |  |           |  |
|                       |                   | Luitgarda di Ravenstein                    | Berta di Boll                                   |  |  |       |  |  |                       |  |  |           |  |
| Agnese di Rochlitz    |                   | Luitgarda di Ravenstein                    |                                                 |  |  |       |  |  |                       |  |  |           |  |
|                       |                   | …                                          | …                                               |  |  |       |  |  |                       |  |  |           |  |
|                       |                   | …                                          | …                                               |  |  |       |  |  |                       |  |  |           |  |
|                       |                   | …                                          | …                                               |  |  |       |  |  |                       |  |  |           |  |
| Matilde di Heinsberg  |                   | …                                          |                                                 |  |  |       |  |  |                       |  |  |           |  |
|                       |                   | …                                          | …                                               |  |  |       |  |  |                       |  |  |           |  |
|                       |                   | …                                          | …                                               |  |  |       |  |  |                       |  |  |           |  |
|                       |                   | …                                          | …                                               |  |  |       |  |  |                       |  |  |           |  |
|                       |                   | …                                          |                                                 |  |  |       |  |  |                       |  |  |           |  |